# Carol Bruce
Carol Bruce, nata Shirley Levy (New York, 15 novembre 1919 – Woodland Hills, 9 ottobre 2007), è stata un'attrice statunitense.

## Filmografia parziale

### Cinema
- L'ultimo duello (This Woman is Mine), regia di Frank Lloyd (1941)
- Razzi volanti (Keep 'Em Flying), regia di Arthur Lubin (1941)
- Behind the Eight Ball, regia di Edward F. Cline (1942)
- American Gigolò, regia di Paul Schrader (1980)
- Un biglietto in due (Planes, Trains and Automobiles) regia di John Hughes (1987)

### Televisione
- Armstrong Circle Theatre – serie TV, 3 episodi (1954-1957)
- California (Knots Landing) – serie TV, 3 episodi (1981)
- WKRP in Cincinnati – serie TV, 10 episodi (1979-1982)
- Ai confini della realtà (The Twilight Zone) – serie TV, episodio 1x22 (1985)
- Balki e Larry - Due perfetti americani (Perfect Strangers) – serie TV, 2 episodi (1987-1988)
- The New WKRP in Cincinnati – serie TV, 5 episodi (1991-1992)